# Blasphemous Rumours
Blasphemous Rumours ist ein Lied von Depeche Mode. Es erschien im Oktober 1984 als Doppel-A-Seite mit dem Song Somebody als dritte Single aus dem Album Some Great Reward.

## Entstehung und Musik
Der Synthpop-Song wird von ruhigen Strophen mit einem Fagott-dominierten Motiv und einem schnelleren Refrain bestimmt. Er wurde von der Band mit Daniel Miller sowie Gareth Jones produziert. Die Aufnahmen fanden im Studio Music Works in Highbury, London statt, abgemischt wurde im Hansa Mischraum.

## Hintergrund
Das Lied handelt von einem 16-jährigen Mädchen, das Selbstmord begehen will, aber Trost in der Religion findet. Doch nur zwei Jahre später stirbt es bei einem Autounfall. Die Kirche in Großbritannien übte wegen des Texts Kritik an Depeche Mode. Die Veröffentlichung als Doppel-A-Seite mit Somebody war ein daraus resultierender Kompromiss. Somebody war die erste Depeche-Mode-Singleveröffentlichung mit Martin Gore als Sänger.

## Veröffentlichung und Rezeption
Blasphemous Rumours/Somebody erschien im Oktober 1984 als Single. Blasphemous Rumours erreichte Platz 16 in Großbritannien. Auch in Deutschland konnte sich die Single auf Chartrang 22 platzieren wie auch in der Schweiz auf Platz 19. Die Doppel-A-Seite war Somebody, das ebenfalls von Martin Gore geschrieben wurde.

## Musikvideo
Regisseur des Musikvideos, das die Gruppe sowohl in einer kirchenartigen Umgebung wie auch auf einer Bühne zeigt, war erneut Clive Richardson.